# Mick Cain
Mick Cain, född 4 augusti 1978 i Chicago, är en amerikansk skådespelare.
Har studerat drama på Barat Theatre and Dance Conservatory utanför Chicago. Spelar gitarr i sitt band G-suit.

## Filmografi
- The bold and the beautiful – Clarke “C.J.” Garrison Junior, 162 episoder, 1998-2007.
- Dead end- Richard Harrington, 2003.
- Andy Richter Controls the Universe – Alex, 1 episod, 2002.
- White Wolves III: Cry of the White Wolf- Jack, 2000.
- The Contract- Heather’s boyfriend, 1999.
- Dust- William Kincaid, 1997.
- Teen angel- Derek & Sweater guy, 2 episoder, 1997.
- Step by step- Drew, Dylan, 2 episoder, 1997.
- Silent lies- Billy MacIntyre, 1996.
- The Making of a Hollywood Madam- Jesse Fleiss, 1996.
- Sister, sister- Baldwin, 2 episoder, 1995.
- Van Halens musikvideo: Don’t tell me', 1995.